# Kaarlo Kaira
Kaarlo Gustav Kaira, fram till 1906 Bodström, född den 19 december 1886 i Halikko, Egentliga Finland, död den 2 juli 1966, var en finländsk jurist och professor i internationell rätt.

## Biografi
Kaira tog studenten 1906 och avlade juris kandidatexamen 1913. Han disputerade 1932 och blev 1933 professor i juridik vid Helsingfors universitet. Han grundade Finlands advokatsamfund och var dess ordförande 1953–1963.
Kaira var 1945–1946 medlem av rätten i krigsansvarighetsprocessen i Finland efter andra världskriget och sakkunnig vid de finska fredsförhandlingarna i Paris. Under åren 1939–1966 var han ledamot av Internationella domstolen i Haag.
Åren 1928–1932 ägde Kaira, tillsammans med arkitekten Väinö Vähäkallio, gården Nääs vid Kytäjärvi sjö i Hyvinge. Gården är känd sedan 1500-talet och har ägts av bl. a. ätterna Tott, Fleming, Armfelt och Linder. I början av 1900-talet var Nääs, näst efter Jockis gård, Finlands största egendom med en total areal av 18 000 ha. 